# Steve McCurry
Steve McCurry (Filadelfia, 23 aprile 1950) è un fotografo statunitense, uno dei fotografi della Magnum Photos, che ha spaziato con i suoi reportage in più generi, dalla street photography alla fotografia di guerra e dalla fotografia urbana al ritratto come la celebre fotografia Ragazza afgana.

## Biografia
Steve McCurry è nato il 23 aprile 1950 in un piccolo sobborgo di Filadelfia in Pennsylvania. Ha frequentato la High School Marple Newtown nella Contea di Delaware e si è poi iscritto presso la Penn State University per studiare fotografia e cinema, ma poi ottenne una laurea in teatro nel 1974. Si interessò molto alla fotografia quando iniziò a fotografare per il quotidiano della Penn State: The Daily Collegian.
Dopo aver lavorato al Today's Post presso il King of Prussia per due anni, partì per l'India come fotografo freelance. È stato proprio in India che McCurry ha imparato a guardare ed aspettare la vita. "Se sai aspettare", disse, "le persone si dimenticano della tua macchina fotografica e la loro anima esce allo scoperto".

## Carriera
La sua carriera è stata lanciata quando, travestito con abiti tradizionali, ha attraversato il confine tra il Pakistan e l'Afghanistan, controllato dai ribelli poco prima dell'invasione sovietica. Quando tornò indietro, portò con sé rotoli di pellicola cuciti tra i vestiti. Quelle immagini, che sono state pubblicate in tutto il mondo, sono state tra le prime a mostrare il conflitto al mondo intero. Il suo servizio ha vinto la Robert Capa Gold Medal for Best Photographic Reporting from Abroad, un premio assegnato a fotografi che si sono distinti per eccezionale coraggio e per le loro imprese.
McCurry ha poi continuato a fotografare i conflitti internazionali, tra cui le guerre in Iran-Iraq, in Libano, in Cambogia, nelle Filippine, in Afghanistan e la Guerra del Golfo. Il lavoro di McCurry è stato descritto nelle riviste di tutto il mondo e contribuisce sovente al National Geographic Magazine. McCurry è membro della Magnum Photos dal 1986.
È il destinatario di numerosi premi, tra cui il Magazine Photographer of the Year, assegnato dalla National Press Photographers' Association. Lo stesso anno ha vinto per il quarto anno consecutivo il primo premio al concorso World Press Photo Contest. Ha vinto inoltre l'Olivier Rebbot Memorial Award per due volte.
McCurry si concentra sulle conseguenze umane della guerra, mostrando non solo quello che la guerra imprime al paesaggio ma, piuttosto, sul volto umano. Egli è guidato da una curiosità innata e dal senso di meraviglia circa il mondo e tutti coloro che lo abitano, ed ha una straordinaria capacità di attraversare i confini della lingua e della cultura per catturare storie di esperienza umana. "La maggior parte delle mie foto è radicata nella gente. Cerco il momento in cui si affaccia l'anima più genuina, in cui l'esperienza s'imprime sul volto di una persona. Cerco di trasmettere ciò che può essere una persona colta in un contesto più ampio che potremmo chiamare la condizione umana. Voglio trasmettere il senso viscerale della bellezza e della meraviglia che ho trovato di fronte a me, durante i miei viaggi, quando la sorpresa dell'essere estraneo si mescola alla gioia della familiarità".
Steve McCurry è ritratto in un documentario televisivo dal titolo Il volto della condizione umana (2003) prodotto dal pluripremiato regista francese Denis Delestrac.
Ha realizzato nel 2013 il calendario Pirelli fotografando 11 donne impegnate nel sostegno di Fondazioni, organizzazioni non governative e progetti umanitari.
McCurry propone workshop di fotografia della durata di un fine settimana a New York o estesi a 2 settimane in Asia.

## Ragazza afgana
Il ritratto più famoso di McCurry, Ragazza afgana, è stato scattato in un campo profughi vicino a Peshawar, in Pakistan. L'immagine è stata nominata come "la fotografia più riconosciuta" nella storia della rivista National Geographic; il suo volto è diventato famoso ed è ora ricordato come "la foto di copertina di giugno 1985". La foto è stata anche ampiamente utilizzata sulle brochure di Amnesty International, oltre che su poster e calendari.
L'identità della "Ragazza afghana" è rimasta sconosciuta per oltre 17 anni finché McCurry ed un team del National Geographic ritrovarono la donna, Sharbat Gula, nel 2002. Quando finalmente McCurry la ritrovò, disse: "La sua pelle è segnata, ora ci sono le rughe, ma lei è esattamente così straordinaria come lo era tanti anni fa".
Nel novembre 2021 l'Italia ha messo in salvo la cittadina afghana Sharbat Gula, nota come la "ragazza dagli occhi verdi"; come da nota diretta di Palazzo Chigi: la presidenza del Consiglio "ne ha propiziato e organizzato il trasferimento in Italia, nel più ampio contesto del programma di evacuazione dei cittadini afghani e del piano del governo per la loro accoglienza e integrazione".

## Mostre
Innumerevoli mostre antologiche sono state dedicate alle opere di Steve McCurry in numerose città del mondo. L'autore iniziò ad esporre in Svizzera, a Losanna nel 2001 con una mostra a cura dell'agenzia pubblicitaria Leo Burnett insieme con lo storico pittore italiano Umberto Pettinicchio. Gli sono state dedicate mostre a Venezia, Forlì, Pordenone, Torino, Otranto, Firenze, Pisa.
Nel 2017, la città di Bruxelles gli ha dedicato una mostra retrospettiva con oltre 200 tra i suoi più celebri scatti, dal periodo afghano ai giorni nostri, riprodotti in grandi dimensioni ed esposte nel salone del Palais de la Bourse, e varie video-installazioni con interviste da lui rilasciate nel corso degli anni.
Una fra le più importanti mostre tematiche del fotografo statunitense è stata la mostra Animals a Museo delle culture (MUDEC) di Milano. Tenutasi nel «nuovo spazio espositivo del Museo delle Culture dedicato alla fotografia d’autore» inaugurato nel 2018, il "Mudec Photo", il fotografo ha esposto 60 foto di animali, diverse di queste realizzate per denunciare «il disastroso impatto ambientale e faunistico» in alcuni luoghi di conflitto del mondo.
Nel 2019-2020, di nuovo a Forlì, si tiene la prima esposizione mondiale della mostra Cibo, per riflettere sul valore del cibo, sui suoi aspetti culturali, ma anche sull'uso e sullo spreco che se ne fa. La mostra comprende cinque sezioni: il ciclo della vita del cibo, il pane come alimento primario, la produzione, la trasformazione e la condivisione del cibo.

## Kodachrome
Anche se McCurry fotografa sia in digitale che in pellicola, ha ammesso la sua preferenza per quest'ultima. Eastman Kodak concesse a McCurry l'onore di utilizzare l'ultimo rullino di pellicola Kodachrome, che è stato sviluppato nel luglio 2010 da Dwayne's Photo (nella città di Parsons in Kansas) e che sarà ospitata presso la George Eastman House. La maggior parte delle foto, escludendo alcuni duplicati, sono state pubblicate su internet dalla rivista Vanity Fair.
"Ho fotografato per 30 anni e ho centinaia di migliaia di immagini su Kodachrome nel mio archivio. Sto cercando di scattare 36 foto che agiscano come una sorta di conclusione, per celebrare la scomparsa di Kodachrome. È stata una pellicola meravigliosa."

## Premi
| 2019 | Premio Flaiano alla carriera | Pescara                                                   |
| 2018 | Premio Giornalistico Archivio Disarmo - Colombe d'oro per la Pace | Bologna                                                   |
| 2011 | Leica Hall of Fame Award | St. Moritz                                                |
| 2011 | Prix LiberPress | Gerona                                                    |
| 2009 | Ambrogino d'oro | Milano                                                    |
| 2006 | Lowell Thomas GOLD |                                                           |
| 2006 | First Place, Buddha Rising, National Geographic, Dec. 2005 | National Press Photographers Association                  |
| 2006 | Honorary Fellowship | New Zealand Institute of Professional Photography (NZIPP) |
| 2005 | Honorary Fellowship | The Royal Photographic Society of Great Britain, Londra   |
| 2005 | Photojournalism Division-International Understanding through Photography Award | Photographic Society of America                           |
| 2003 | The Lucie Award for Photojournalism | International Photography Awards                          |
| 2003 | Distinguished Alumni Award | Pennsylvania State University                             |
| 2003 | Co-recipient of the New York Film Festival Gold for documentary, Afghan Girl: Found | New York Film Festival                                    |
| 2002 | Distinguished Visiting Fellow | College of Creative Studies, University of California     |
| 2002 | Doctor of Humane Letters, honoris causa | Fairleigh Dickinson University, NJ                        |
| 2002 | Photographer of the Year - PMDA Professional Photographer Award | PMDA                                                      |
| 2002 | Photographer of the Year | American Photo Magazine                                   |
| 2002 | Special Recognition Award | United Nations International Photographic Council         |
| 2002 | Award of Excellence for "Women of Afghanistan" | French Art Directors Association                          |
| 2001 | Award of Excellence, Book Series: "South SouthEast" | Photography Annual, Communication Arts                    |
| 2000 | Book of the Year: "South SouthEast" Magazine Feature Picture Award of Excellence: "Women in Field, Yemen"                                                                                     | Picture of the Year Competition                           |
| 1999 | Lifetime Fellow Award | Pennsylvania State University, PA                         |
| 1998 | Our World Photo Winner, "Red Boy" Our World Essay Finalist, India | Life Magazine: 'The Eisenstaedt Awards'                   |
| 1998 | Award of Excellence, Portraits: Red Boy | Picture of the Year Competition                           |
| 1998 | Southern Asian Journalistic Award: Outstanding Special Project: National Geographic Story, India: 50 Years of Independence Southern Asian Journalistic Award: Outstanding Photograph: Red Boy |                                                           |
| 1997 | Magazine Feature Picture Award of Excellence: Fishermen | Picture of the Year Competition                           |
| 1996 | Magazine Feature Picture Story Award: Beggar Magazine Feature Picture Story Award: Burma: The Richest of the Poor Countries                                                                   | Picture of the Year Competition                           |
| 1994 | Arts and Architecture Distinguished Alumni Award | Pennsylvania State University                             |
| 1993 | Award of Excellence for Rubble of War | National Press Photographers Association                  |
| 1992 | Oliver Rebbot Memorial Award: Best Photographic Reporting from Abroad on Gulf War Coverage | Overseas Press Club                                       |
| 1992 | Magazine Feature Picture Award of Excellence: Fiery Aliens First Place, Magazine Science Award: Camels under a Blackened Sky First Place, Gulf War News Story: Kuwait: After the Storm        | Picture of the Year Competition                           |
| 1992 | First Place, Nature and Environment: Oil-Stricken Bird, Kuwait First Place, General News Stories: Kuwait after the Storm Children's Award: "Camels under a Blackened Sky"                     | World Press Photo Competition                             |
| 1990 | Award of Excellence, "Spanish Gypsy" | White House News Photographers Association                |
| 1987 | Medal of Honor for coverage of the 1986 Philippine Revolution | Philippines                                               |
| 1986 | Oliver Rebbot Memorial Award: Best Photographic Reporting from Abroad for work done in the Philippines                                                                                        | Overseas Press Club                                       |
| 1984 | Nature Category, First Place Nature Series Category, First place Daily LIfe Category, First Place Daily Life Series, First Place                                                              | World Press Competition                                   |
| 1985 | Oliver Rebbot Award Citation: Monsoons and The New Faces of Baghdad |                                                           |
| 1984 | Magazine Photographer of the Year | National Press Photographers Association                  |
| 1980 | Robert Capa Gold Medal for coverage of the war in Afghanistan for Time Magazine |                                                           |

## Pubblicazioni
| Afghanistan                                                                                                   | Taschen                  | 2017 |                                |                       |      |
| McCurry, NY 11 Septembre 2001                                                                                 | Dupuis                   | 2016 | McCurry, NY 11 settembre 2001  | Mondadori Comics      | 2016 |
| On Reading | Phaidon Press Limited    | 2016 | Leggere                        | Electa                | 2016 |
| India | Phaidon Press Limited    | 2015 | India                          | Electa                | 2015 |
| From These Hands: A Journey Along the Coffee Trail                                                            | Phaidon Press Limited    | 2015 |                                |                       |      |
| Steve McCurry Untold: The Stories Behind the Photographs                                                      | Phaidon Press Limited    | 2013 | Le storie dietro le fotografie | Electa                | 2013 |
| The Iconic Photographs                                                                                        | Phaidon Press Limited    | 2012 | La mia collezione              | Contrasto             | 2017 |
| The Unguarded Moment                                                                                          | Phaidon Press Limited    | 2009 | L'istante rubato               | Phaidon Press Limited | 2009 |
| In the Shadow of Mountains                                                                                    | Phaidon Press Limited    | 2007 |                                |                       |      |
| Looking East                                                                                                  | Phaidon Press Limited    | 2006 |                                |                       |      |
| Steve McCurry                                                                                                 | Phaidon Press Limited    | 2005 |                                |                       |      |
| The Path to Buddha: A Tibetan Pilgrimage                                                                      | Phaidon Press Limited    | 2003 |                                |                       |      |
| Sanctuary: The Temples of Angkor                                                                              | Phaidon Press Limited    | 2002 |                                |                       |      |
| South Southeast                                                                                               | Phaidon Press Limited    | 2000 | Sud sud-est                    | Phaidon Press Limited | 2004 |
| Portraits | Phaidon Press Limited    | 1999 |                                |                       |      |
| Monsoon | Thames and Hudson        | 1988 | I giorni del monsone           | Rizzoli               | 1989 |
| The Imperial Way: By rail from Peshawar to Chittagong - Photographs by Steve McCurry and Text by Paul Theroux | Houghton Mifflin Company | 1985 |                                |                       |      |